# USS Merganser (AM-135)
USS Merganser (AM-135) – amerykański trałowiec. Pierwszy okręt United States Navy noszący nazwę Merganser, oznaczającą tracz.
Noszący na początku służby nazwę "Annapolis" statek rybacki został zbudowany w 1937 w stoczni Bethlehem Steel Corp. w Quincy. Nabyty (zarekwirowany) przez US Navy jako "Ocean" przez Komisję Morską (ang. Maritime Commission) od General Sea Foods Corp. z Bostonu 3 stycznia 1942. Przemianowana na "Merganser" 18 stycznia 1942. Przerobiony przez Bethlehem Steel Atlantic Works, East Boston (Massachusetts). Wszedł do służby 23 maja 1942. Dowódcą został Lt. A. S. Johnson, USNR.
Przydzielony do 1 Dystryktu Morskiego (ang. 1st Naval District) okręt operował z Woods Hole Section Base patrolując wody w pobliżu Nowej Anglii do lutego 1944.
Następnie przeszedł do Bostonu w celu dezaktywacji. Wycofany tam ze służby 1 maja. Skreślony z listy okrętów 16 września. 29 września przekazany Komisji Morskiej. Następnie sprzedany poprzedniemu właścicielowi i przemianowany z powrotem na "Ocean".